# Linia kolejowa 110 Devínska Nová Ves – Skalica
Linia kolejowa nr 110 – linia kolejowa o długości 78,646 km, łącząca Devínska Nová Ves z Skalicą. Jedna z dłuższych linii kolejowych na Słowacji.
Linia jest dwutorowa i zelektryfikowana, przystosowana do prędkości 120 km/h.